# Дроздынь
Дроздынь (укр. Дроздинь) — село, входит в Старосельский сельский совет Рокитновского района Ровненской области Украины.
Близ села проходит Белорусско-украинская граница.
Население по переписи 2001 года составляло 1695 человек. Почтовый индекс — 34210. Телефонный код — 3635. Код КОАТУУ — 5625086802.

## Местный совет
34210, Ровненская обл., Рокитновский р-н, с. Старое Село, ул. Богдана Хмельницкого, 50.